# イニュエンドウ
『イニュエンドウ』 (Innuendo) は、イギリスのロックバンド・クイーンの14枚目のアルバムである。ボーカルのフレディ・マーキュリー存命時にリリースされたという意味において、クイーンの実質的ラストアルバムである。

## 概要
各曲の作曲者は1曲を除きメンバー全員がクレジットされている。これは前作『ザ・ミラクル』からのやり方を踏襲するもので、個人での作曲クレジットによる印税の分配でのトラブルを回避する役割と、作曲方法を個人の作業ではなく各人が持ち寄った素材をセッション形式で仕上げていく方法が取られ始めたためで、ひとつの曲を完成させる過程において、複数の曲のモチーフをつなぎ合わせる作業も行われていたことがデモ音源などで確認できる。
実質的なラストアルバムであることから、リリースの10ヶ月弱後のマーキュリーの死という要素を切り離して評価することは難しいが、イギリスではチャートにおいて初登場1位を記録するなど、1980年代初期のアメリカを意識した音楽性から、ヨーロッパ的な音楽性の回帰が歓迎された。本国イギリスでは、5曲がこのアルバムからシングルカットされ、チャートの上位へ達する。
アルバムタイトルの「イニュエンドウ」は、ほのめかし、あてこすり、風刺などの意味があり、マーキュリーがスクラブルをする際によく使う単語だったという。

## アルバムジャケット

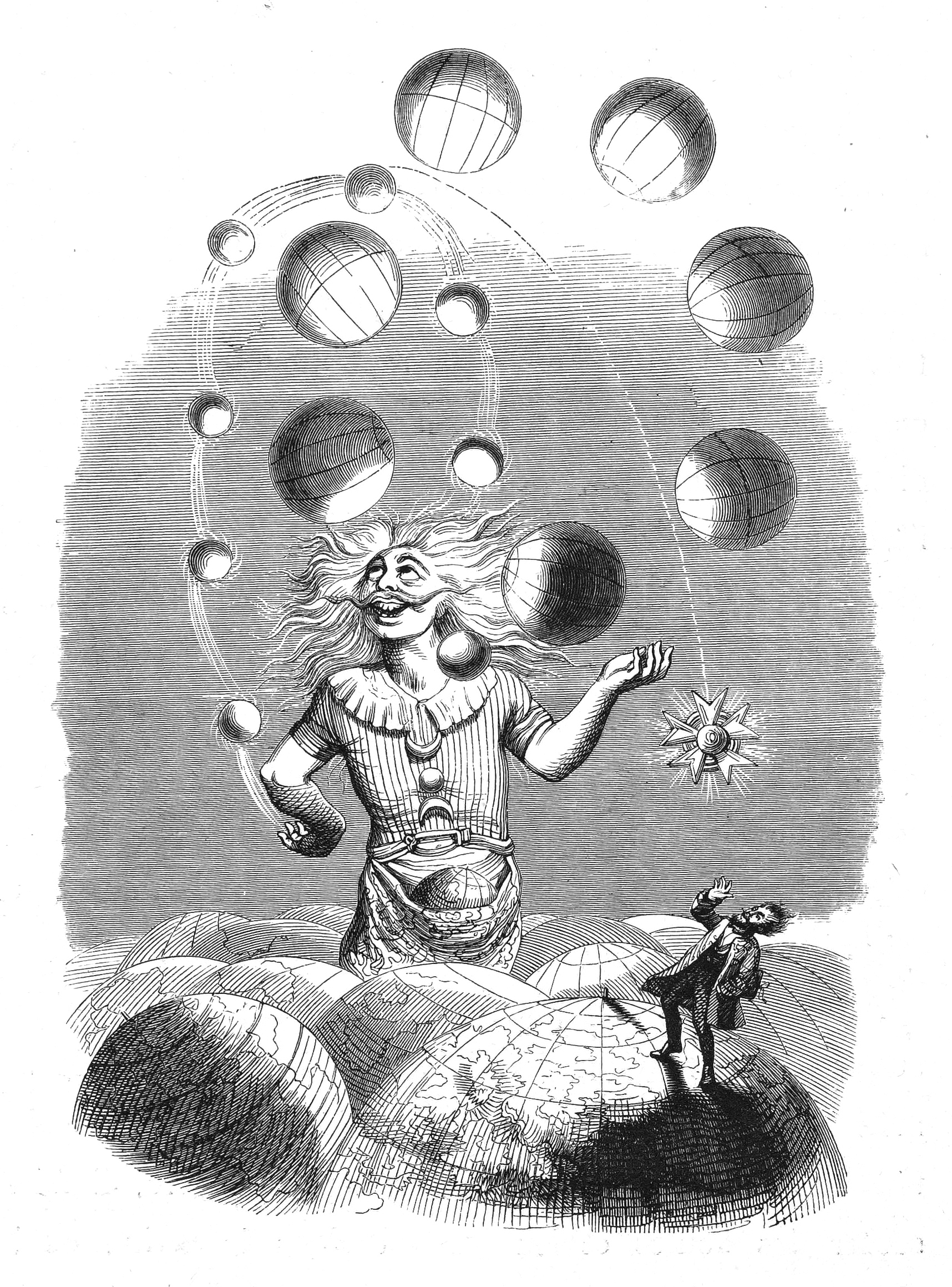
『イニュエンドウ』のジャケットの原作に用いられたJ.J. グランヴィルの"Un Autre Monde"

アルバムジャケットは19世紀のフランスの風刺画家J・J・グランヴィルのイラスト「Jaggler of Universes」が使われ、アルバムのアートワーク及びこのアルバムからのシングルのアートワークにもグランヴィルのイラストが使われた。
アルバムのインナースリーブ写真、収録曲のプロモーションビデオなどは、衰弱の進むマーキュリーの病状を隠すかのように、厚めのメーキャップ、モノクロームやアニメーション、後処理を施したものが多用されている。

## 発売日
- イギリス - 1991年2月4日
- 日本 - 1991年1月30日

## 収録曲
- クレジットは、「神々の民」を除き、「クイーン」名義。（「神々の民」は「クイーン＆マイク・モラン」名義。）

※LP版では「ドント・トライ・ソー・ハード」が「愛しきデライラ」と「ザ・ヒットマン」の間に入る（「ライド・ザ・ワイルド・ウインド」までがA面、それ以降がB面である）。
| #         | タイトル                                                      | 作詞・作曲                    | 時間  |
| --------- | ------------------------------------------------------------- | ----------------------------- | ----- |
| 1.        | 「イニュエンドウ」(Innuendo)                                  | Freddie Mercury, Roger Taylor | 6:33  |
| 2.        | 「狂気への序曲」(I'm Going Slightly Mad)                      | Mercury                       | 4:22  |
| 3.        | 「ヘッドロング」(Headlong)                                    | Brian May                     | 4:39  |
| 4.        | 「アイ・キャント・リヴ・ウィズ・ユー」(I Can't Live With You) | May                           | 4:33  |
| 5.        | 「ドント・トライ・ソー・ハード」(Don't Try So Hard)           | Mercury                       | 3:40  |
| 6.        | 「ライド・ザ・ワイルド・ウインド」(Ride The Wild Wind)        | Taylor                        | 4:43  |
| 7.        | 「神々の民」(All God's People)                                | Mercury, Mike Moran           | 4:22  |
| 8.        | 「輝ける日々」(These Are The Days Of Our Lives)               | Taylor                        | 4:15  |
| 9.        | 「愛しきデライラ」(Delilah)                                   | Mercury                       | 3:35  |
| 10.       | 「ザ・ヒットマン」(The Hitman)                                | Mercury, May, Johnn Deacon    | 4:57  |
| 11.       | 「ビジュウ」(Bijou)                                           | Mercury, May                  | 3:37  |
| 12.       | 「ショウ・マスト・ゴー・オン」(The Show Must Go On)           | May, Deacon, Taylor           | 4:37  |
| 合計時間: | 合計時間:                                                     | 合計時間:                     | 53:53 |

| #         | タイトル | 作詞・作曲 | 時間  |
| --------- | --- | ---------- | ----- |
| 1.        | 「アイ・キャント・リヴ・ウィズ・ユー (1997 ロックス・リテイク)」(I Can't Live With You (1997 Rocks Retake))                                  | May        | 4:50  |
| 2.        | 「ロスト・オポチュニティ (シングル「狂気への序曲」B面)」(Lost Opportunity (B-Side))                                                          | Queen      | 3:53  |
| 3.        | 「ライド・ザ・ワイルド・ウインド (アーリー・ヴァージョン・ウィズ・ガイド・ヴォーカル)」(Ride The Wild Wind (Early Version with Guide Vocal)) | Taylor     | 4:15  |
| 4.        | 「狂気への序曲 (マッド・ミックス)」(I'm Going Slightly Mad (Mad Mix))                                                                        | Mercury    | 4:38  |
| 5.        | 「ヘッドロング (エンブリオ・ウィズ・ガイド・ヴォーカル)」(Back ChatHeadlong (Embryo with Guide Vocal))                                       | May        | 4:44  |
| 合計時間: | 合計時間: | 合計時間:  | 22:20 |

| #  | タイトル                                                                                     | 作詞 | 作曲・編曲 |
| -- | -------------------------------------------------------------------------------------------- | ---- | ---------- |
| 6. | 「Innuendo」(ALternative Promo Video 1991)                                                   |      |            |
| 7. | 「These Are The Days Of Our Lives」(Hollywood Records Animated Alternative Promo Video/1991) |      |            |
| 8. | 「'Mad In The Making'」(The Making Of The 'I'm Going Slightly Mad' Promo Video)              |      |            |

## 曲の解説
- *印はシングルCDタイトル曲。

1. イニュエンドウ - Innuendo *
  - プログレッシヴ・ロックのバンド、イエスのギタリストであるスティーヴ・ハウがフラメンコギターのソロで参加している。
  - プロモーションビデオは過去の映像のメンバーの動きをコラージュし、ダ・ヴィンチ風、ピカソ風、ポロック風に加工した作品になっている。
  - フレディ・マーキュリー追悼コンサートでロバート・プラントが歌ったが、声が出ていない等の理由で、その後発売された、ビデオ、DVDソフトではカットされている。(NHK FMでオンエアされた際には声の出ていないところも含めて放送されている)
  - 曲風はラヴェルのボレロ風リズムと音階で始まり、徐々に盛上る。アコースティックギターのソロが入ると、一旦静かな独唱の中間部を通る、5拍子のフラメンコギターを含めた展開部から、合唱部分を通り、ドラマティックなフラメンコ風ソロと変拍子が入り、提示部のボレロ風メロディーに戻る複雑な構成である。
  - シングルチャート1位を獲得。
2. 狂気への序曲 - I'm Going Slightly Mad *
  - 歌詞は、フレディのもとを学生時代からの友人で舞台俳優であるピーター・ストレイカーが訪れたときにしたお喋りがもとになっている、歌の中で一単語がどうしても気に入らず、朝4時まで悩んだなどの逸話が残されている。
  - プロモーションビデオはフレディが道化師を演じる大部分がモノクロの映像作品。ペンギンに扮したブライアンとのコスプレと本物のペンギンが共演していたり、ゴリラのぬいぐるみが出てきたりとユーモアに富んだ内容になっている。
3. ヘッドロング - Headlong *
  - ブライアンが「クイーンの曲として採用してもらえるか半信半疑であったため、後の自分のソロアルバムに使う事も念頭に置いていたが、すんなり採用された」と自身のインタビューで答えている。
  - プロモーションビデオはスタジオでのカットを主にまとめられている。また、PVではAメロに入る前にCD版になかったフレーズが追加されている。
  - 2013年に再発された当アルバム(リミテッド・エディションと呼ばれる。以下同様に呼称)のボーナストラックにブライアンボーカルの"エンブリオ・ウィズ・ガイド・ボーカル"というバージョン名で収録されている。
4. アイ・キャント・リヴ・ウィズ・ユー - I Can't Live With You
  - 「ヘッドロング」同様、ブライアンが「採用してもらえるか半信半疑であったが、すんなり採用された」と自身のインタビューで答えている。
  - 後のベストアルバム「クイーン・ロックス」にて演奏を差し替えた'97 retakeというバージョンが収録されている。また、リミテッド・エディションのボーナストラックにも同バージョンが収録。
5. ドント・トライ・ソー・ハード - Don't Try So Hard
6. ライド・ザ・ワイルド・ウインド - Ride The Wild Wind
  - リミテッド・エディションのボーナストラックにて"アーリーバージョン・ウィズ・ガイド・ボーカル"という名前でロジャーボーカルのトラックが収録されている。
7. 神々の民 - All God's People
  - もともとフレディのソロアルバム『バルセロナ』に収録を予定していた「アフリカ・バイ・ナイト」という曲であったが、ボーカルのパートナーであるモンセラート・カバリェに拒否されたために、バンドの曲として録音されたもの。
8. 輝ける日々 - These Are The Days Of Our Lives *
  - フレディの生前、最後にクイーンとして撮影されたPVがこの曲のものである。フレディの死後に発売されたシングル「ボヘミアン・ラプソディ」のB面に収録された。
  - フレディ・マーキュリー追悼コンサートではジョージ・マイケルとリサ・スタンスフィールドがデュエットで歌った。
  - 近年のクイーン+ポール・ロジャースのツアーでも演奏されている。ボーカルはロジャー(ドラムは自動演奏)。
9. 愛しきデライラ - Delilah
  - デライラは、当時フレディが飼っていた愛猫の名前である。ブライアンがトークボックスを使用してギターで猫の鳴き声を出している。
10. ザ・ヒットマン - The Hitman
  - 原案はフレディ中心で、ロジャーも参加して作られたが、ギターで演奏しづらいキーであるという理由で、ブライアンが移調したという。
11. ビジュウ - Bijou
  - 旧邦題は「バイユー」「バイマー」。
12. ショウ・マスト・ゴー・オン - The Show Must Go On *
  - フレディ・マーキュリー追悼コンサートではエルトン・ジョンが歌った。
  - モーリス・ベジャール・バレエ団で使われている。

## 担当
クイーン
- フレディ・マーキュリー - リードヴォーカル、コーラス、ピアノ、キーボード、ドラムマシン
- ブライアン・メイ - エレクトリック・ギター、アコースティック・ギター、、リードヴォーカル、コーラス、キーボード、ピアノ、ドラムマシン、スライドギター
- ジョン・ディーコン - エレクトリックベース、キーボード
- ロジャー・テイラー - ドラムス、コーラス、パーカッション、キーボード、ドラムマシン、リードヴォーカル

外部ミュージシャン
- スティーヴ・ハウ - フラメンコギター
- マイク・モラン - キーボード
- デヴィッド・リチャーズ - キーボード

## チャート
| 国             | チャート成績 | チャート成績   | チャート成績 | 売り上げ |
|                | 最高位       | チャートイン週 | 獲得ディスク | [ 3 ]    |
| -------------- | ------------ | -------------- | ------------ | -------- |
| United States  | 30           |                | Gold         | 555.000  |
| United Kingdom | 1            | 37             | Platinum     | 635.000  |
| Germany        | 1            |                | Platinum     | 855.000  |
| Italy          | 1            |                |              | 670.000  |
| France         |              |                | Platinum     | 347.500  |
| Netherlands    | 1            |                | Platinum     | 220.000  |
| Spain          | 3            |                | Platinum     | 305.000  |
| Switzerland    | 1            |                | 2x Platinum  | 100.000  |
| Austria        | 2            |                | Platinum     | 60.000   |
| Canada         |              |                | Gold         | 90.000   |
| New Zealand    |              |                | Platinum     | 16.000   |
|                |              |                |              |          |